# Patrizianella bonaducei
Patrizianella bonaducei is een mosselkreeftjessoort uit de familie van de Trachyleberididae. De wetenschappelijke naam van de soort werd als Patrizia bonaducei in 1993 gepubliceerd door Jellinek.